# Pieve di Teco
Pieve di Teco (im Ligurischen: Céve) ist eine norditalienische Gemeinde mit 1309 Einwohnern (Stand 31. Dezember 2023) in der Region Ligurien, politisch gehört sie zur Provinz Imperia.

## Geographie
Pieve di Teco gehört zu der Comunità Montana Alta Valle Arroscia und ist circa 25 Kilometer von der Provinzhauptstadt Imperia entfernt. Die Berggemeinde wurde mit der internationalen Umweltmanagementnorm ISO 14001 zertifiziert. Derzeit ist ein Projekt zur Energiegewinnung aus thermischen und Biomasse-Quellen in Planung, das jedoch vehement von der Bevölkerung abgelehnt wird.
Nach der italienischen Klassifizierung bezüglich seismischer Aktivität wurde die Gemeinde der Zone 3 zugeordnet. Das bedeutet, dass sich Pieve di Teco in einer seismisch inerten Zone befindet.

## Klima
Die Gemeinde wird unter Klimakategorie E klassifiziert, da die Gradtagzahl einen Wert von 2290 besitzt. Das heißt, die in Italien gesetzlich geregelte Heizperiode liegt zwischen dem 15. Oktober und dem 15. April für jeweils 14 Stunden pro Tag.

## Gemeindepartnerschaften
Pieve di Teco unterhält zu folgenden Gemeinden eine Partnerschaft:
- Bagnols-en-Forêt, Frankreich, seit 1990